# Tambong
Tambong is een bestuurslaag in het regentschap Banyuwangi van de provincie Oost-Java, Indonesië. Tambong telt 2579 inwoners (volkstelling 2010).